# Montaldo Roero
Montaldo Roero – miejscowość i gmina we Włoszech, w regionie Piemont, w prowincji Cuneo.
Według danych na rok 2004 gminę zamieszkiwało 866 osób, 78,7 os./km².